# Einonsaari
Einonsaari är en liten ö i Finland. Den ligger i mellersta delen av sjön Päijänne och i kommunen Kuhmois i den ekonomiska regionen  Jämsä  och landskapet Mellersta Finland, i den södra delen av landet, 160 km norr om huvudstaden Helsingfors. Öns area är omkring 210 kvadratmeter och dess största längd är 40 meter i öst-västlig riktning.